# David Janson
David Janson, ursprungligen Jackson, född 30 mars 1950 i Clapham i Lambeth, London, är en brittisk skådespelare som debuterade i Oliver! 1962. Han är också känd från den brittiska situationskomedin Skenet bedrar samt 'Allå, 'allå, 'emliga armén, där han spelade Herr Otto Flick under den sista säsongen (under alla tidigare spelades rollen  av Richard Gibson).

## Roller i TV-serier
| År             | Titel                       | Roll                |
| -------------- | --------------------------- | ------------------- |
| 1975 till 1978 | Get Some In!                | Ken Richardson      |
| 1992 till 1992 | 'Allå, 'allå, 'emliga armén | Herr Otto Flick     |
| 1992 till 1995 | Skenet bedrar               | Brevbäraren Michael |